# توزيع ثنائي الحدين
التوزيع الاحتمالي الثنائي أو ذو الحدين أو قانون التوزيعات الحدّانية هو توزيع لتجربة عشوائية لها ناتجان فقط أحدهما نجاح التجربة والآخر فشلها ويكون الشرط الأساسي أن احتمال النجاح لا يتأثر بتكرار التجربة. أمثلة : رمي قطعة نقود، الإحصاءات أو الأسئلة التي تعتمد الإجابة لا أو نعم.
بتعبير آخر التوزيع الاحتمالي ثنائي الحد هو تكرار لتجربة برنولي (انظر توزيع برنولي).

## خصائص التوزيع الثنائي
يتميز التوزيع الثنائى بعدة خصائص هي:
1. تتكون التجربة من أكثر من محاولة. إذا تكونت التجربة من محاولة واحدة، فإننا في تجربة توزيع برنولي.
2. استقلال المحاولات عن بعضها البعض أي ثبات احتمال النجاح p ومن ثم احتمال الفشل q.
3. هذه المحاولات جميعا متماثلة ومستقلة.
4. احتمال النجاح ثابت في كل محاولة.